# Melrose (New Mexico)
Melrose is een plaats (village) in de Amerikaanse staat New Mexico, en valt bestuurlijk gezien onder Curry County.

## Demografie
Bij de volkstelling in 2000 werd het aantal inwoners vastgesteld op 736.
In 2006 is het aantal inwoners door het United States Census Bureau geschat op 722, een daling van 14 (-1,9%).

## Geografie
Volgens het United States Census Bureau beslaat de plaats een oppervlakte van
4,5 km², geheel bestaande uit land.

## Plaatsen in de nabije omgeving
De onderstaande figuur toont nabijgelegen plaatsen in een straal van 40 km rond Melrose.

## Geboren in Melrose
- William Hanna (1910-2001), producent, regisseur en tekenaar van animatiefilms (o.a. Tom en Jerry, The Flintstones)